# Frombork
Frombork (în poloneză: [ˈfrɔmbɔrk] ⓘ; în germană Frauenburg, [ˈfʁaʊənbʊʁk] ⓘ)  este un oraș din nordul Poloniei, situat pe laguna Vistula din powiatul Braniewo, din Voievodatul Varmia și Mazuria. În decembrie 2021, a avut o populație de 2.260 de locuitori.
Orașul a fost menționat pentru prima dată într-un document din secolul al XIII-lea. La începutul secolului al XVI-lea aici a fost reședința astronomului Nicolaus Copernic, care a folosit-o ca loc pentru câteva dintre observațiile sale.
Orașul și catedrala sa din secolul al XIV-lea au fost grav avariate în timpului celui de-Al Doilea Război Mondial. După război, catedrala a fost reconstruită cu meticulozitate și este din nou o destinație turistică populară, listată ca Monument Istoric al Poloniei.
Frombork este cunoscută ca „Bijuteria din Varmia” datorită numeroaselor sale situri istorice. Muzeul lui Copernic din Frombork  organizează expoziții legate de astronom, precum și de astronomie în general și conține un planetariu. Una dintre cele mai mari atracții este și Festivalul Internațional anual de muzică la orgă, care se desfășoară în fiecare vară.

## Istorie

### Istoria timpurie
Orașul a fost fondat ca o fortăreață defensivă pe un loc prusac vechi. În 1224, la Catania, împăratul Frederic al II-lea a declarat Prusia ca fiind subordonată direct bisericii și Sfântului Imperiu Roman. Mai târziu, în același an, papa l-a desemnat pe episcopul William de Modena ca legat papal în Prusia. Cu Bula de Aur imperială de la Rimini, cavalerilor teutoni li s-a acordat controlul asupra regiunii, pe care au cucerit-o ulterior. După o legendă locală, vechii locuitori prusaci au fost botezați de Anselm de Meissen, un preot al Cavalerilor Teutoni și primul episcop al Episcopiei de Warmia care a fost creată în 1242 de William de Modena.
Se presupune că, atunci când stăpânul cetății a murit, văduva sa Gertruda a dat așezarea episcopului, iar în cinstea ei a fost numită „Frauenburg” (în germană „cetatea Maicii Domnului”, „Castrum Dominae Nostrae” în latină). Acest nume nu este unic în limba germană, deoarece de obicei își are originea în construirea unei capele fortificate, a unei biserici sau a unei mănăstiri închinate Fecioarei Maria sau locuite de către călugărițe. Mai multe locuri au fost numite în acest fel, Frauenburg⁠(d) sau Marienburg, ca de exemplu castelul și orașul Marienburg din apropiere (acum Malbork).
Satul a fost menționat pentru prima dată într-un document din anul 1278 semnat de episcopul Heinrich Fleming. La 8 iulie 1310, episcopul Eberhard de Neisse a acordat orașului Lübeck drepturi de cetate, așa cum au fost folosite de multe orașe membre ale Ligii Hanseatice. A fost descris, destul de nespecific, ca Civitas Warmiensis (orașul varmian).
Între 1329–1388, magnifica catedrală gotică din cărămidă (acum Arhicatedrala Bazilica Adormirea Maicii Domnului și Sfântul Andrei) a fost construită și a fost închinată Fecioarei Maria sau „Doamna Noastră”.
De-a lungul secolelor, catedrala a fost extinsă și reconstruită de numeroase ori. Au fost construite, de asemenea, și alte biserici istorice, dedicate Sf. Nicolae, Sf. Gheorghe și Sf. Ana, toate construite în secolul al XIII-lea.

### Epoca lui Copernic
În 1414, orașul a fost jefuit și ars în timpul scurtului Război al Foamei (în germană: Hungerkrieg, în poloneză: Wojna głodowa) dintre cavalerii teutoni și Regatul Poloniei aliat cu Marele Ducat al Lituaniei. În 1440, orașul s-a alăturat Confederației Prusace anti-teutonice, la cererea căreia regele polonez Cazimir al IV-lea a semnat actul de încorporare a regiunii în Coroana Regatului Poloniei în 1454.
În 1454, Castelul capitolului Varmia din Olsztyn (în poloneză: Zamek Kapituły Warmińskiej w Olsztynie) a adus un omagiu regelui Cazimir al IV-lea Iagello, recunoscându-l drept conducător de drept. Ca răzbunare, cavalerii teutoni au invadat orașul în același an. În 1455, mercenari cehi în slujba Poloniei, comandați de Jan Skalski, au preluat orașul. Frombork a fost recunoscut ca parte a Regatului Polonez prin cea de-a doua pace de la Thorn (1466).  
A devenit un oraș important al Ducatului Episcopului de Varmia (în poloneză: Biskupie Księstwo Warmińskie) și o parte a provinciei Prusia Regală din cadrul provinciei Polonia Mare. Orașul a fost, de asemenea, devastat după un raid al lui Albert, Marele Maestru al Cavalerilor Teutoni, în 1520, în timpul războiului polono-teuton din 1519–1521.

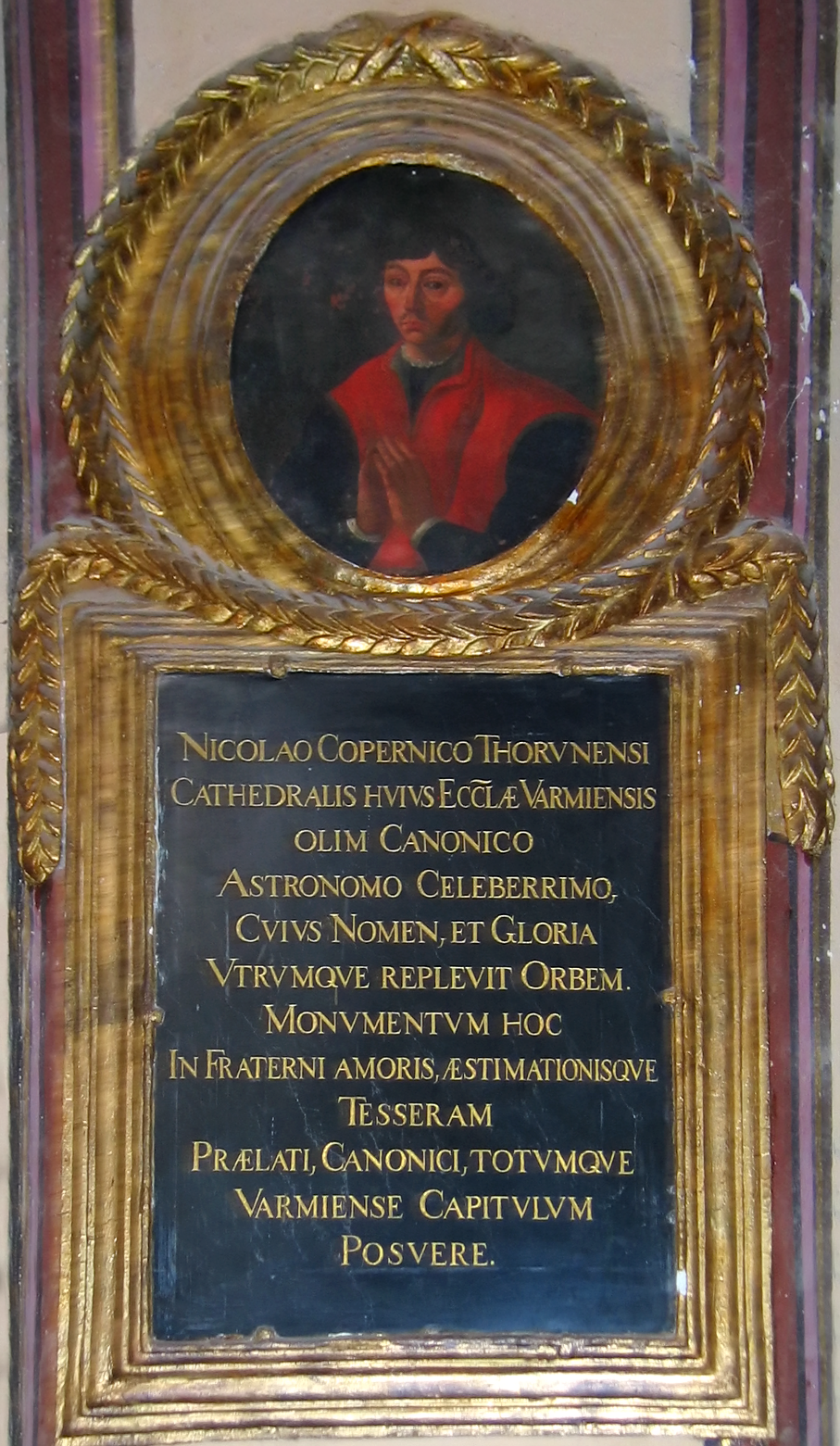
Epitaful lui Nicolaus Copernic în Catedrala din Frombork

În Evul Mediu, locuitorii au fost în principal negustori, fermieri și pescari. Cel mai faimos rezident a fost astronomul și matematicianul Nicolaus Copernic, care a trăit și a lucrat aici ca un canonic (1512–1516 și 1522–1543). Se spune că Copernic l-a numit în glumă „Weiberstadt” („Orașul soțiilor”) sau „Gynepolis” (în greaca medievală). În 1519, Copernic i-a scris regelui Poloniei, cerând ajutor împotriva cavalerilor teutoni care amenințau orașul. Scrisoarea a fost însă interceptată, iar cavalerii teutoni au cucerit și au ars orașul (Copernic și alți canonici au părăsit orașul cu puțin timp înainte de aceste evenimente).

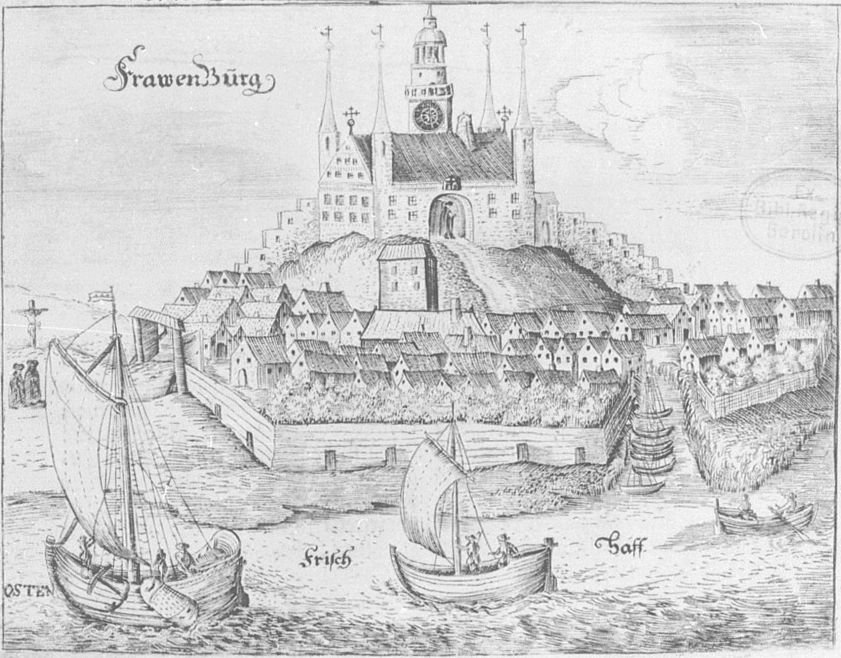
Frawenburg în laguna Frisch în 1684 (de)

Astronomul a scris lucrarea sa De revolutionibus orbium cœlestium⁠(d) în Frombork. În această carte, scrisă în latină, Copernic a folosit numele latin al orașului și al regiunii - Frueburgo Prussiae.  La scurt timp după publicarea sa din 1543, Copernic a murit acolo și a fost înmormântat în catedrala orașului, unde se află un monument al lui care poartă inscripția Astronomo celeberrimo, cujus nomen et gloria utrumque implevit orbem (Cel mai renumit astronom, al cărui nume și glorie au umplut ambele lumi). S-a crezut că mormântul său a fost găsit de arheologi în 2005, când cadavrul a fost exhumat și ulterior s-a confirmat în noiembrie 2008 prin publicarea rezultatelor testelor ADN pe fragmente de os și păr găsite pe schelet. Cadavrul a fost reîngropat duminică, 23 mai 2010, în biserica catolică din Frombork. Părul care se potrivea cu două fire de păr care i-au aparținut lui Copernic se află în prezent în Universitatea Uppsala.
În colțul de nord-vest al catedralei se află turnul lui Copernic, iar în colțul de sud-vest o clădire octogonală cu o clopotniță pătrată și un mic planetariu și un pendul Foucault. Din vârful turnului se poate observa orașul, portul său mic, panorama Mării Baltice și o mare parte din peisajul rural din Varmia.

### Istorie modernă
Frombork a suferit distrugeri și pierderi mari de populație în timpul Războaielor Polono-Suedeze. Între 1626 și 1635 a fost ocupat de Gustav Adolf al Suediei, care a jefuit catedrala și a expediat multe obiecte culturale, inclusiv manuscrisele lui Copernic, în Suedia. Au urmat distrugeri ulterioare în timpul Potopului (invazia suedeză a Poloniei din 1655–1660), Marele Război al Nordului și Războiul celei de-a Patra Coaliții.

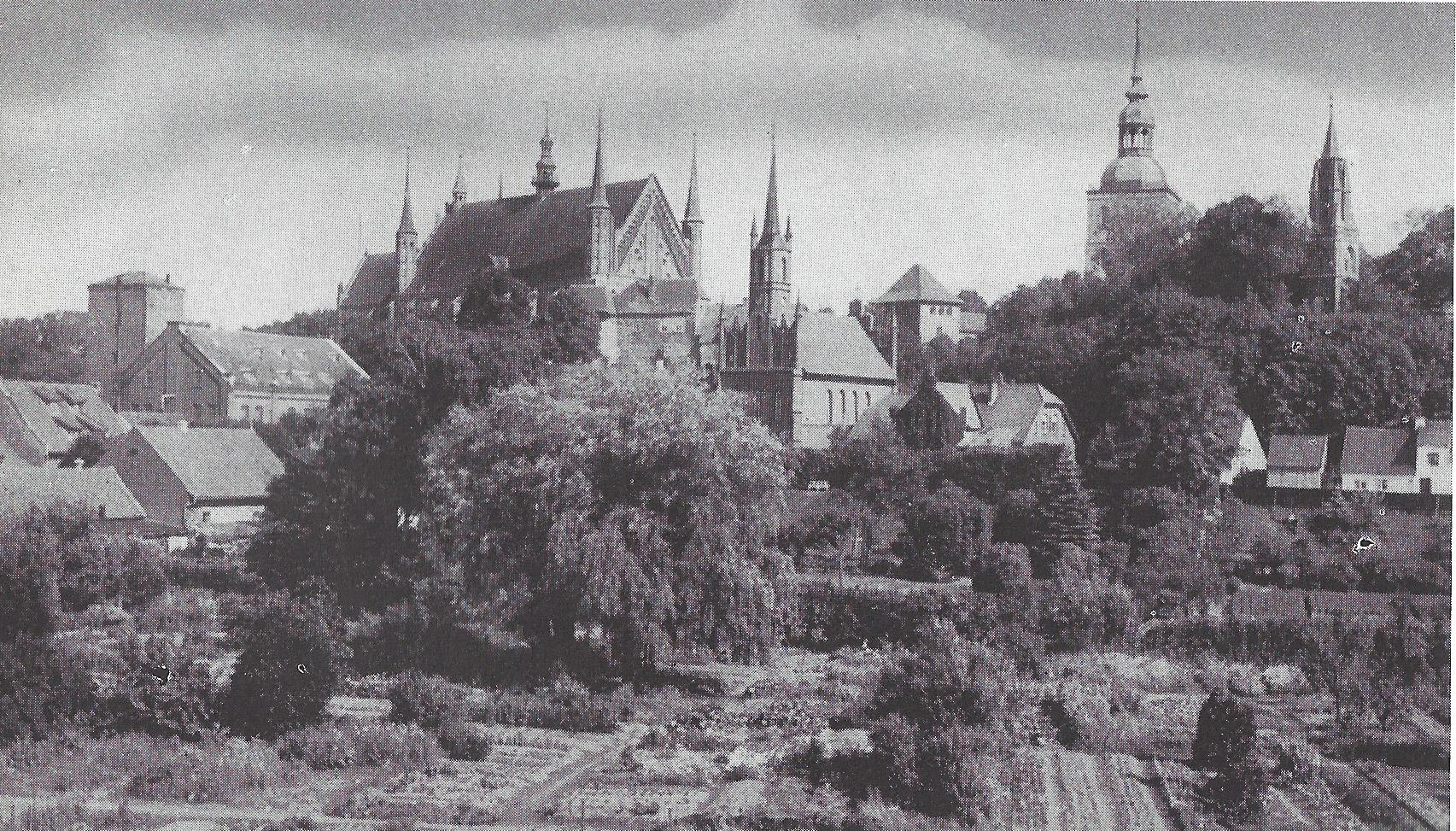
Vedere asupra Dealului Catedralei în anii 1930

După prima împărțire a Poloniei (1772), orașul a fost preluat de Regatul Prusiei și în 1773 a devenit parte a provinciei nou înființate Prusia Răsăriteană. În urma Revoltei Poloneze din Noiembrie, sute de insurgenți polonezi, inclusiv profesori și studenți ai Universității din Vilnius, au fost internați în oraș în 1832. Odată cu unificarea Germaniei în 1871, Frauenburg a devenit parte a Imperiului German. Linia de cale ferată Preußische Ostbahn⁠(d) a fost deschisă în 1899, conectând Elbing (azi Elbląg) și Braunsberg (azi Braniewo) prin Frauenburg, mergând mai departe până la granița cu Rusia la Eydtkuhnen (azi Chernyshevskoye⁠(d)). Serviciile de trenuri de pasageri au încetat la începutul anului 2006.
După capitularea Germaniei în Al Doilea Război Mondial, suveranitatea asupra orașului a fost transferată în mod ceremonios autorităților poloneze la 5 august 1945. Transferul unilateral al puterii sovietice către Polonia a fost acceptat conform Acordului de la Potsdam, însă, în termeni preliminari. Spre și după sfârșitul celui de-al Doilea Război Mondial, locuitorii germani au fost deja fie evacuați, fie expulzați în conformitate cu Acordul de la Potsdam. Orașul a fost repopulat cu polonezi, mulți dintre ei expulzați din zonele poloneze anexate de Uniunea Sovietică.
În 1959, Frombork și-a recâștigat drepturile de oraș. 70% din oraș a fost deteriorat în al Doilea Război Mondial, a fost reconstruit de către cercetașii⁠(d) polonezi și alții între 1966–1973, la timp pentru aniversarea a 500 de ani de la nașterea lui Copernic. Între 1975 și 1998 Frombork a făcut parte din Voievodatul Elbląg.
În prezent, Frombork și-a recâștigat importanța ca destinație turistică, ajutat de poziția sa cheie chiar la sud de granița cu regiunea rusă Kaliningrad. Cu toate că linia de cale ferată prin Frombork s-a închis în 2006, portul are legături sezoniere de feribot cu Elbląg, Krynica Morska și Kaliningrad.

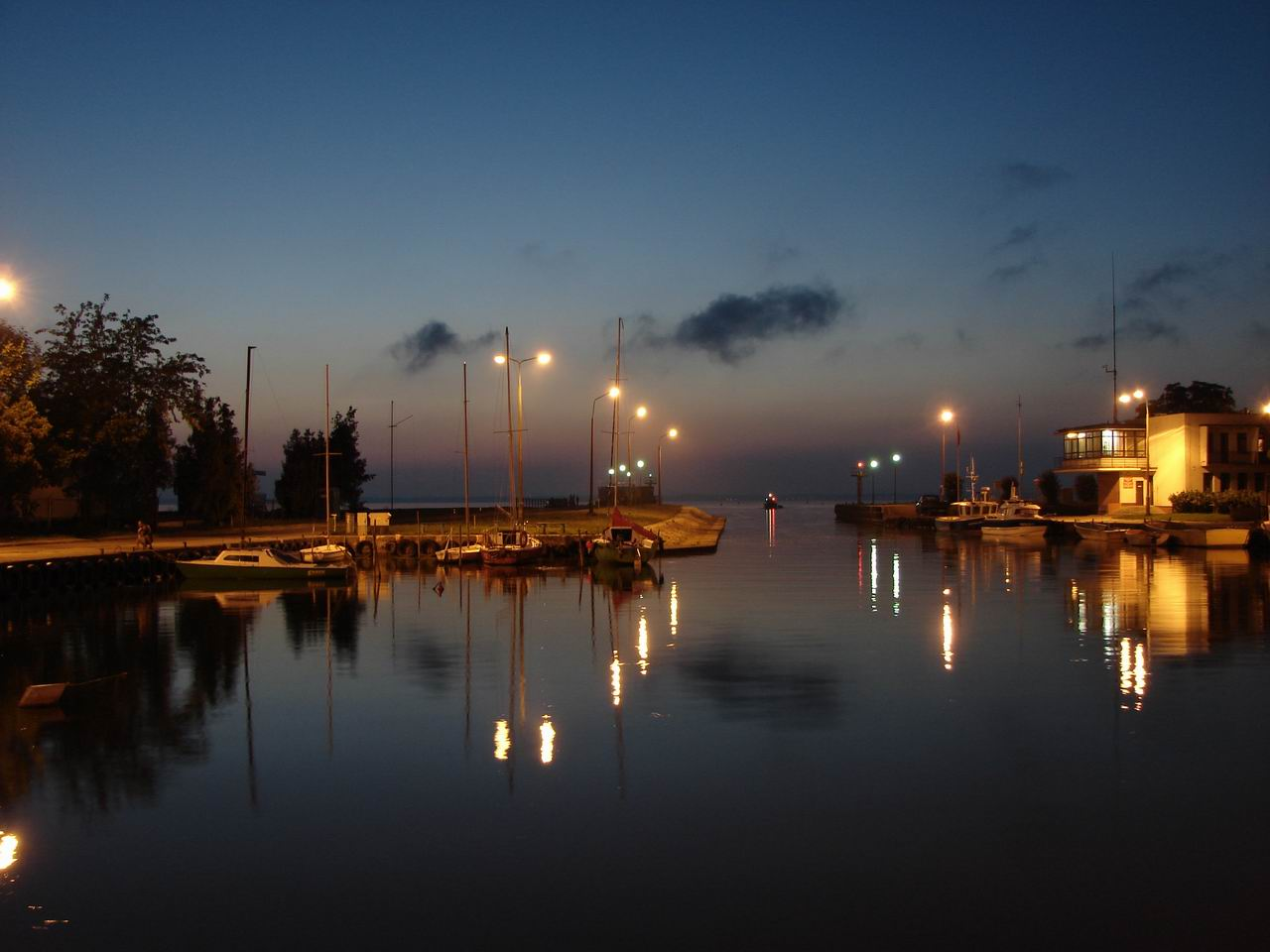
Micul port din Frombork de pe laguna Vistula

## Obiective turistice
Cel mai mare obiectiv turistic din Frombork este Dealul fortificat al Catedralei cu Arhicatedrala Gotică Bazilica Adormirea Maicii Domnului și Sfântul Andrei, unde este înmormântat Nicolaus Copernic, Turnul Copernic, Turnul Radziejowski, care conține un pendul Foucault, Vechiul Muzeu Episcopal, Palatul Copernic și alte clădiri istorice ale lui Copernicus. Alte obiective turistice:
- fostul Spital al Duhului Sfânt, care acum găzduiește Departamentul de Istoria Medicinei din Muzeul Nicolaus Copernic
- Biserica gotică Sfântul Nicolae
- Canalul medieval Copernic
- Baszta Żeglarska - turn cu vele medieval
- Turnul de apă renascentist, cel mai vechi din Polonia.

## Monumente

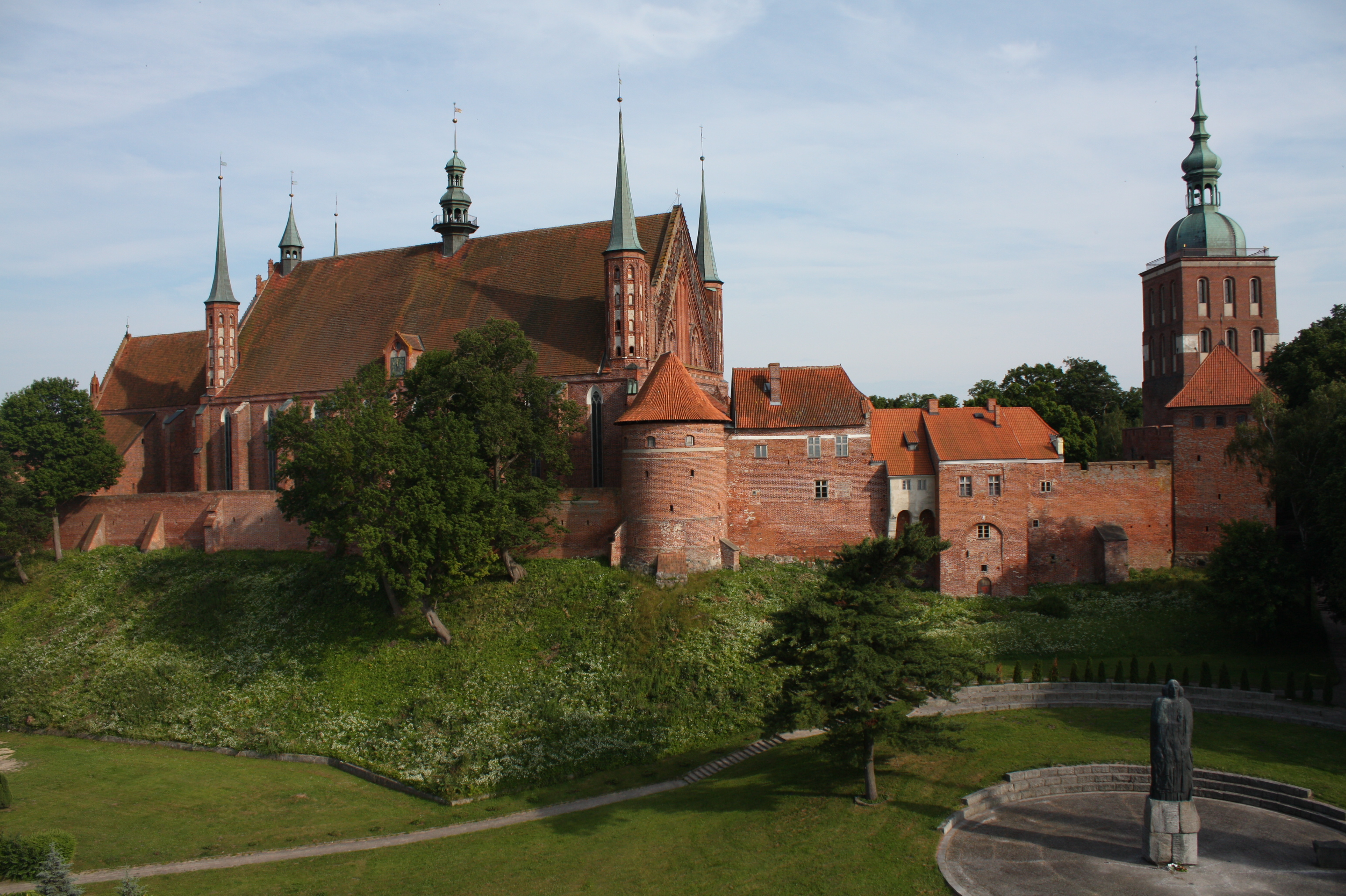
Dealul Catedralei, cu statuia lui Nicolaus Copernic.

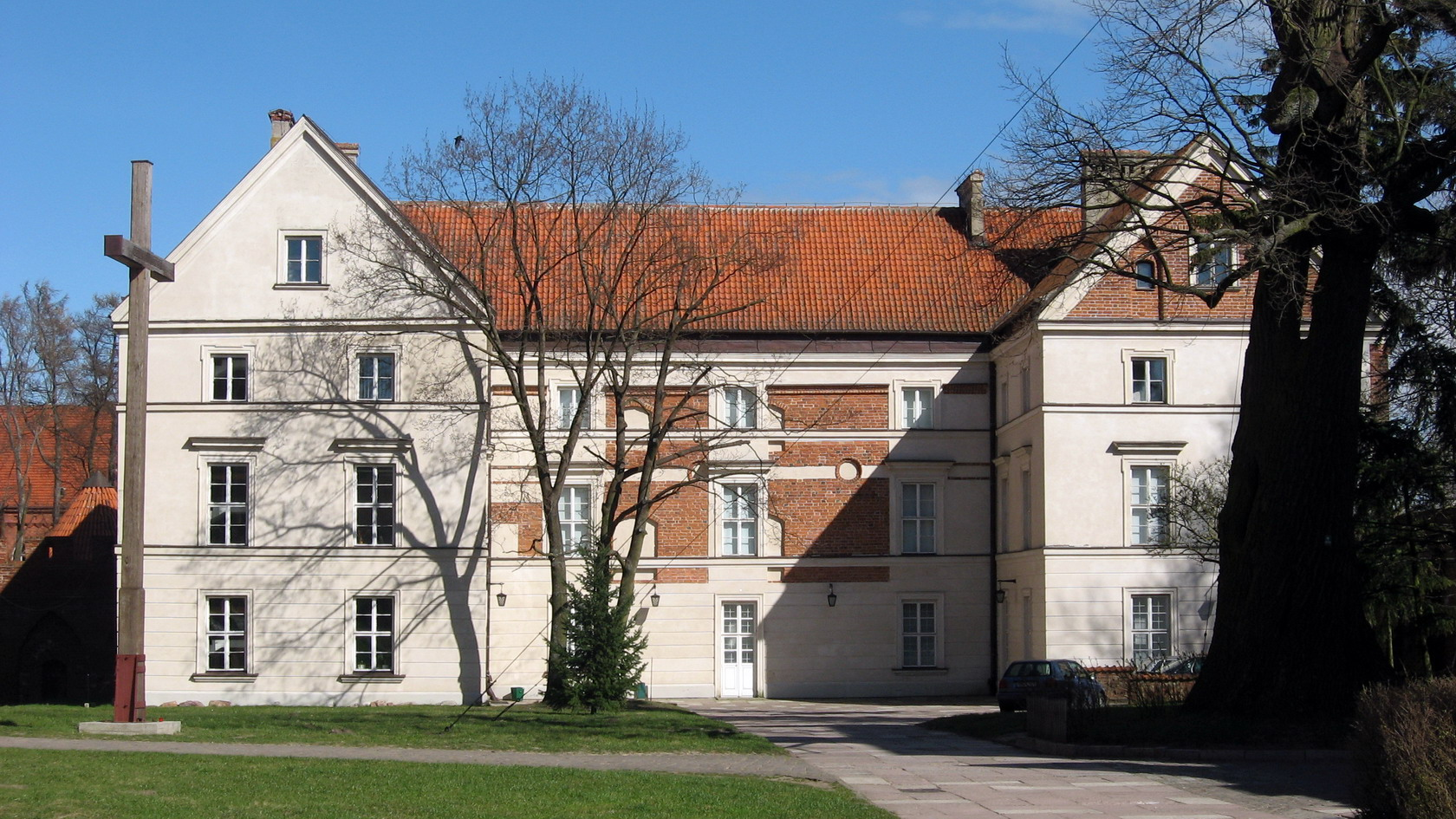
Vechiul Palat Episcopal găzduiește astăzi Muzeul Nicolaus Copernic

Mai multe monumente sunt expuse în Frombork:
- monumentul lui Nicolaus Copernic, a fost înlocuit la mijlocul anilor 1950, deoarece monumentul lui Wilhelm al II-lea ridicat de Imperiul German a fost distrus în al Doilea Război Mondial.
- monument în cinstea soldaților Armatei Roșii, inscripționat: „Glorie eroilor Armatei Roșii căzuți în eliberarea Fromborkului”
- monument al germanilor din fosta provincie Prusia Răsăriteană care s-au înecat în laguna Vistula când au fugit din patria lor în 1944–1945, realizat dintr-o rocă neregulată glaciară găsită în apă
- memorial în cinstea cercetășilor și al altora care au luat parte la „Operațiunea 1001” 1966–1973, reconstrucția orașului după distrugerea sa în al Doilea Război Mondial
- Observatorul astronomic al lui Copernic, camera de lucru, instrumentele și planetariul sunt expuse la Muzeul lui Copernic din Frombork

## Transporturi
Frombork este situat la intersecția drumurilor voievodale 504 și 505.
Din Frombork, se poate naviga de la debarcaderul din Krynica Morska cu taxiul acvatic prin Tolkmicko sau cu vaporul.
Cu toate că este inactivă din 2013, gara din Frombork se află pe linia nr. 254 (fosta cale ferată Nadzalewowa).
În anul 1897, a început construcția căii ferate Nadzalewowa (în germană: Haffuferbahn, HUB) - o linie de cale ferată prin care proiectanții germani au intenționat să conecteze Elbląg cu Königsberg (în poloneză: Królewiec). În mai 1899, tronsonul de la Elbląg la Frombork a fost finalizat, iar în septembrie a fost dat în funcțiune tronsonul care leagă Frombork de Braniewo.
Serviciul obișnuit de trenuri de pasageri pe această rută a fost suspendat de la 1 aprilie 2006. De atunci, aici au circulat doar trenuri speciale și de marfă. În anii 2010 și 2011, datorită eforturilor Societății Pasionaților de Căi Ferate din Pomorskie, în timpul verii au fost reluate servicii speciale, sâmbăta și duminica, de la Grudziądz și Elbląg la Braniewo, cu opriri și în această gară. Ultimul tren de pasageri a oprit aici la 7 iulie 2013.

## Sport
Clubul de fotbal local este Zalew Frombork. Acesta concurează în ligile inferioare din Polonia.

## Relații internaționale

### Orașe înfrățite
Frombork este înfrățită cu:
- Sucha Beskidzka, Polonia
- Kazlų Rūda⁠(d), Lituania
- Szypliszki⁠(d), Polonia

### Foste orașe înfrățite
- Svetly⁠(d), Rusia
- Miadziel⁠(d), Belarus

După 24 martie 2022, Frombork și-a încheiat parteneriatul cu orașele din Rusia și Belarus, ca răspuns la invazia rusă a Ucrainei din 2022-prezent.